# مدال آزادسازی ورشو
مدال آزادسازی ورشو (به روسی: Медаль За освобождение Варшавы) یک مدال جنگی اتحاد جماهیر سوسیالیستی شوروی در جنگ جهانی دوم که در ۹ ژوئن ۱۹۴۵ بنا شده‌است و برای مشارکت‌کنندگان نظامی و غیرنظامی که برای آزادسازی ورشو در مقابل نیروهای آلمان نازی جنگیدند به وجود آمده‌است.

برخی از دارندگان مدال:
- کنستانتین روکوسوفسکی
- واسیلی چویکف
- میخائیل مالینین